# منتخب اليونان لاتحاد الرغبي
منتخب اليونان الوطني لاتحاد الرغبي (باليونانية: Εθνική Ελλάδας)‏ هو ممثل اليونان الرسمي في المنافسات الدولية في اتحاد الرغبي .